# Алогуна
Алогуна (др.-греч. Αλογούνης) — наложница персидского царя Артаксеркса I.

## Биография
Имя Алогуны упоминает только Ктесий. Согласно сведениям этого греческого историка, Алогуна была одной из наложниц Артаксеркса I. Она была родом из Вавилона. Её имя, как указал Ф. Кёниг, означало «окрашенная в персик».
От этой связи родился Секудиан, погубивший своего старшего единокровного брата Ксеркса II и занявший престол Ахеменидов, но затем сам казнённый по распоряжению Оха.